# Vườn quốc gia Berchtesgaden
Vườn quốc gia Berchtesgaden ở bang Bayern là vườn quốc gia duy nhất của Đức tại khu đồi núi Alpen được thành lập vào năm 1978.

Vườn quốc gia
trong huyện Berchtesgadener Land

Vườn quốc gia Berchtesgaden giáp với bang của Áo Salzburg. Cảnh quan ở đây đặc trưng với các vách núi đá dựng đứng và các khu rừng rộng lớn.
Vườn quốc gia này có diện tích 210 km vuông và là một phần của khu dự trữ sinh quyển Berchtesgaden UNESCO vào năm 1990, được mở rộng từ tháng 6 năm 2010 với tên là khu dự trữ sinh quyển Berchtesgadener Land. 
Vườn quốc gia Berchtesgaden nằm chủ yếu ở các xã Ramsau và Schönau am Königsee.

## Du lịch
Đường đi và các bậc thang lên núi (tổng cộng khoảng 230 km) được bảo trì phần lớn bởi cơ quan quản lý vườn quốc gia. Nhờ vậy mà người ta có thể đi theo nhiều tuyến khác nhau lên núi. Ngoài ra còn có những tuyến đi được hướng dẫn cho người lớn và đặc biệt cho cả trẻ em. Trên hồ Königssee thuyền chở khách chạy bằng điện. Việc cấm tắm tại những hồ trong khu vườn quốc gia đã được hủy bỏ 1987.

Nhiều tuyến đường leo núi đi săn và đi tới các nông trại trên núi được cố ý không bảo trì hay cả bị hủy bỏ, để có thể giới hạn chỗ đi của người đến thăm. Việc bảo trì môi trường thiên nhiên trong trường hợp này đã mâu thuẫn với việc bảo toàn những nền văn hóa cũ như các bậc thang đến các trại nông súc.